# Szivárgóbél-szindróma
A szivárgóbél-szindróma orvosszakmai körökben nem tartozik az elismert szindrómák közé, mint önálló egészségügyi állapot.
Létezésére vonatkozó állítások többnyire táplálkozási szakemberektől és az alternatív gyógyászat gyakorlóitól származnak. A szivárgóbél-szindróma elméletének támogatói szerint a „szivárgó bél” krónikus gyulladást okoz az egész szervezetben, ami számos betegséget eredményez, beleértve a krónikus fáradtság szindrómát, a reumatoid artritiszt, a lupust, a migrént, a szklerózis multiplexet és az autizmust. Azonban még napjainkban is kevés bizonyíték áll rendelkezésre ezen hipotézis alátámasztására, 2022-ig sem jelent meg olyan tudományos tanulmány, ami a szivárgóbél-szindróma létezése mellett szólna.
Fontos kiemelni, hogy a fokozott béláteresztő-képesség (increased intestinal permeability) és a szivárgóbél-szindróma (leaky gut) elmélete nem keverendő össze. 
Az emésztőrendszerben zajlik az ételek lebontása és a tápanyagok felszívódása, így az emésztőrendszer fontos szerepet játszik a szervezetet érő káros anyagok elleni védekezésben. Egyfelől a beleknek kellőképpen átjárhatónak kell lenniük ahhoz, hogy a tápanyagok és folyadékok felszívódhassanak rajtuk keresztül, ugyanakkor védelmi mechanizmusra is szükségük van, mely visszatartja a káros anyagokat, a kórokozókat.
Stephen Barrett amerikai pszichiáter szerint a „szivárgóbél-szindróma” csak egy a trendi diagnózisok közül, amelynek hívei az állítólagos állapotot arra használják, hogy számos alternatív gyógymódot eladjanak a gyanútlan embereknek, mint például egyedi diéták, gyógynövénykészítmények és étrendkiegészítők. 2009-ben megjelent könyvében Seth Kalichman amerikai pszichológus azt írta, hogy egyes „áltudósok” szerint a fehérjék „szivárgó” bélrendszerben való áthaladása az autizmus oka. Az állítások bizonyítékai, miszerint a szivárgó bélrendszer autizmust okoz, gyengék és ellentmondásosak.
Az elmélet szószólói a „szivárgóbél-szindróma” különböző kezeléseit hirdetik, mint például táplálékkiegészítők, probiotikumok, gyógynövényes gyógymódok, gluténmentes ételek és alacsony cukortartalmú vagy gombaellenes étrendek, valamint alacsony FODMAP tartalmú étrendek, de kevés bizonyíték van arra, hogy a kínált kezelések előnyösek. Egyik említett kezelést sem tesztelték megfelelően annak megállapítására, hogy biztonságosak és hatékonyak-e erre a célra. Az Egyesült Királyság Nemzeti Egészségügyi és Ellátási Kiválósági Intézete (NICE) nem ajánlja semmilyen speciális diéta alkalmazását az autizmus vagy a szivárgóbél-szindróma fő tüneteinek kezelésére.

## Fordítás
- Ez a szócikk részben vagy egészben  a   Leaky gut syndrome című angol Wikipédia-szócikk fordításán alapul.  Az eredeti cikk szerkesztőit annak laptörténete sorolja fel. Ez a jelzés csupán a megfogalmazás eredetét és a szerzői jogokat jelzi, nem szolgál a cikkben szereplő információk forrásmegjelöléseként.